# Panicum stipiflorum
Panicum stipiflorum là một loài thực vật có hoa trong họ Hòa thảo. Loài này được Renvoize mô tả khoa học đầu tiên năm 1982.